# Ben Collier
Ben W. Collier (Dunblane, 28 september 1973) is een Schotse golfprofessional.

## Schotland
Als jongen woonde Collier vlak bij een golfbaan. Hij kreeg golfles van zijn vader en van Gordon MacDonald. Toen hij elf jaar was had hij handicap 11.

### Amateur
Na het winnen van zijn tweede Schotse jeugdkampioenschap werd hij opgenomen in het Schotse junior team. Daar maakte hij kennis met Bob Torrance, de nationale en Europese Tourcoach van Schotland. Tot hij in 1994 professional werd, speelde hij in het Schotse amateurteam o.a. de Europese kampioenschappen in IJsland, Denemarken en Noorwegen.
In 1994 ging Collier als amateur naar de Tourschool, maar miste zijn kaart op twee slagen.

#### Gewonnen
- 1987: Brits kampioenschap tot 15 jaar
- 1988: Schots kampioenschap tot 16 jaar
- 1990: Schots kampioenschap tot 18 jaar

### Professional
Toen moest hij professional worden om zich te kwalificeren voor de Aziatische PGA Tour. Toen hij in 1995 weer geen kaart haalde voor de Europese PGA Tour besloot hij de opleiding voor golfleraar te gaan doen.
Hij volgde de stage op de  Belfry en werd daarna golfleraar op de Kingsfield Golf Range in Linlithgow, Schotland tot 2002. Daarna gaf hij twee jaar les op de Abu Dhabi Golf Club. Op de golf ontmoette hij zijn toekomstige vrouw Ana Maria.

## Nederland
In 2004 is Collier naar Nederland gekomen. Hij werd golfleraar op de Domburgsche Golf Club en in 2010 volgde hij John Woof op als golfleraar op de Koninklijke Haagsche Golf & Country Club.
In 2008 werd hij 3de bij het Ashland Profkampioenschap in Maastricht, 2de bij de Wouwse Plantage PGA Trophy en haalde hij de finale van het NK Matchplay op Geysteren, waar hij verloor van Ruben Wechgelaer. Hij eindigde op de 5de plaats op de nationale Order of Merit.
In 2009 begon het seizoen met de 36-holes Delfland Invitational op Golfbaan Delfland. Collier ging na de eerste ronde aan de leiding met een ronde van 66 (-6), en behield die positie door er een ronde van 69 aan toe te voegen. Het is zijn eerste internationale overwinning.
in 2010 won hij twee grote toernooien, het Valvoline PGA Kampioenschap en de Twente Cup. De laatste gaf hem een wildcard voor het KLM Open.

#### Gewonnen
- 2009: Delfland Invitational
- 2010: Valvoline PGA Kampioenschap, Twente Cup (70-66)
- 2011: Nationaal Open op Golfclub Houtrak

Collier hoopt erg dat de uitbreiding van de golfbaan in Domburg zal doorgaan, en dat de nieuwe negen holes ook 'links' zullen worden.